# Грумберг Григорій Павлович
Григорій Павлович Грумберг (6 травня 1926, Ромни, Сумська область, Українська РСР) — радянський та ізраїльський театральний режисер, актор, засновник і художній керівник ізраїльського камерного театру «Портрет». Один із піонерів біографічного моноспектаклю в російськомовному театрі Ізраїлю.

## Біографія
Григорій Грумберг народився в 1926 році. Під час Великої Вітчизняної війни працював на військовому заводі №510. У 1948 році вступив до Київського державного театрального інституту імені І. К. Карпенка-Карого, який закінчив у 1952 році. 
Упродовж майже 30 років був головним режисером Харківської філармонії, де поставив широкий спектр вистав — від поетичних вечорів до масштабних постановок на стадіонах. У наступні роки працював режисером у театрах, на телебаченні та у філармонії, де поставив понад 50 вистав, концертних програм, масових театралізованих дійств і документальних фільмів.

## Еміграція до Ізраїлю
У 1993 році, у віці 67 років, Грумберг репатріювався до Ізраїлю. Вже наступного року він представив свою першу ізраїльську постановку — моноспектакль «Генеральна репетиція» за автобіографічною прозою Олександра Галича, в якому виступив як режисер і виконавець єдиної ролі.

## Театр «Портрет»
У 1994 році Грумберг заснував камерний театр «Портрет» в Ізраїлі. З моменту заснування театр представив понад 350 вистав. Театр працює за підтримки Ізраїльського театру юного глядача Шауля Тиктінера. З перших постановок театр заявив про себе своєрідністю тематики та особливим стилем — літературно-театральне дійство, що поєднує драматургію, музику та біографічні елементи.
Серед найбільш відомих робіт театру «Портрет»:
- «Три життя Айседори Дункан»
- «Що б сказав Шолом-Алейхем»
- «Остання роль Соломона Міхоелса»
- «Сміх лангусти. Сара Бернар»
- «Король оперети — Імре Кальман»
- «Фальшива нота» за п'єсою Дідьє Карона (2022)

Спектакль «Що б сказав Шолом-Алейхем» був показаний понад 120 разів і став рекордним для трупи.

## Творчий стиль
Грумберг відомий своїм унікальним підходом до театру, створюючи камерні біографічні постановки, які поєднують елементи літературного читання, музики та драматургії. Його вистави часто присвячені видатним особистостям єврейської культури та історії.

## Визнання та вплив
Григорій Грумберг вважається значною фігурою в театральному житті як України, так і Ізраїлю. Його роботи продовжують надихати глядачів і колег. У 2021 році він дав інтерв'ю в програмі «Гостиний двір», де розповів про свій творчий шлях і театр «Портрет». 